# Friedemann Bach (opéra)
Personnages
- Friedemann Bach (ténor)
- Antonie, (soprano)
- Comte von Brühl (Baryton), son père
- Arabella, sa mère (soprano)
- Merberger, l'organiste (basse)
- Ulrike, sa fille (mezzo-soprano)
- Baron von Sipmann (ténor)
- Doles (baryton)
- Élèves de Johann Sebastian Bach, hommes et femmes de la société de cour (chœur) : deux élèves de la chorale ont de petits solos vocaux
- un officier, quatre soldats (statiques)

Friedemann Bach est une opérette de Paul Graener sur un livret de Rudolf Lothar, créée en 1931 à Schwerin.
Il s'agit d'une adaptation du roman d'Albert Emil Brachvogel (de) inspiré de la vie de Wilhelm Friedemann Bach.

## Argument
Johann Sebastian Bach a envoyé son fils Friedemann à un concours musical à Dresde. Là, il rencontre Antonie, dont il tombe immédiatement amoureux. Elle non plus n'est pas opposée à sa courtisation. De plus, cependant, Friedemann se lance dans une aventure avec la comtesse. Le comte le découvre et le condamne à la prison. Deux ans plus tard, Antonie libère son amant en acceptant d'épouser le mal-aimé Baron Sipmann.
Peu de temps après la libération de Friedemann, un ami lui demande de le représenter à l'orgue lors d'un mariage à l'église. Il ne sait pas que sa bien-aimée Antonie est la mariée. Lorsque Friedemann commence à chanter la chanson qu'il a composée, Kein Hälmleinwachsen auf Erden, Antonie reconnaît qui est assis sur le banc d'orgue. Elle se précipite alors vers lui. Friedemann rend le dernier soupir dans ses bras.

## Orchestration
| Instrumentation de Friedemann Bach |
| Bois |
| 3 flûtes (dont un piccolo), 3 hautbois (aussi un cor anglais), 3 clarinettes (aussi une clarinette basse), deux bassons, un contrebasson |
| Cuivres |
| 4 cors, 3 trompettes, 3 trombones, un tuba                                                                                               |
| Cordes pincées |
| 1 clavecin, 1 harpe |
| Percussions |
| Timbales, caisse claire, cymbales, triangle, tam-tam, glockenspiel                                                                       |
| Musique de scène |
| 1 orgue, flûte, hautbois, cors, cloches, harpe, violon, alto, violoncelle, contrebasse                                                   |

## Source de la traduction
- (de) Cet article est partiellement ou en totalité issu de l’article de Wikipédia en allemand intitulé « Friedemann Bach (Oper) » (voir la liste des auteurs).